# Campionati europei di bob 1993
I Campionati europei di bob 1993, ventisettesima edizione della manifestazione organizzata dalla Federazione Internazionale di Bob e Skeleton, si sono disputati a Sankt Moritz, in Svizzera, sulla pista Olympia Bobrun St. Moritz–Celerina, il tracciato naturale sul quale si svolsero le competizioni del bob e dello skeleton ai Giochi di Sankt Moritz 1928 e di Sankt Moritz 1948 e le rassegne continentali del 1968, del 1972, del 1976, del 1980 e del 1985. La località elvetica ha quindi ospitato le competizioni europee per la sesta volta nel bob a due uomini e nel bob a quattro.

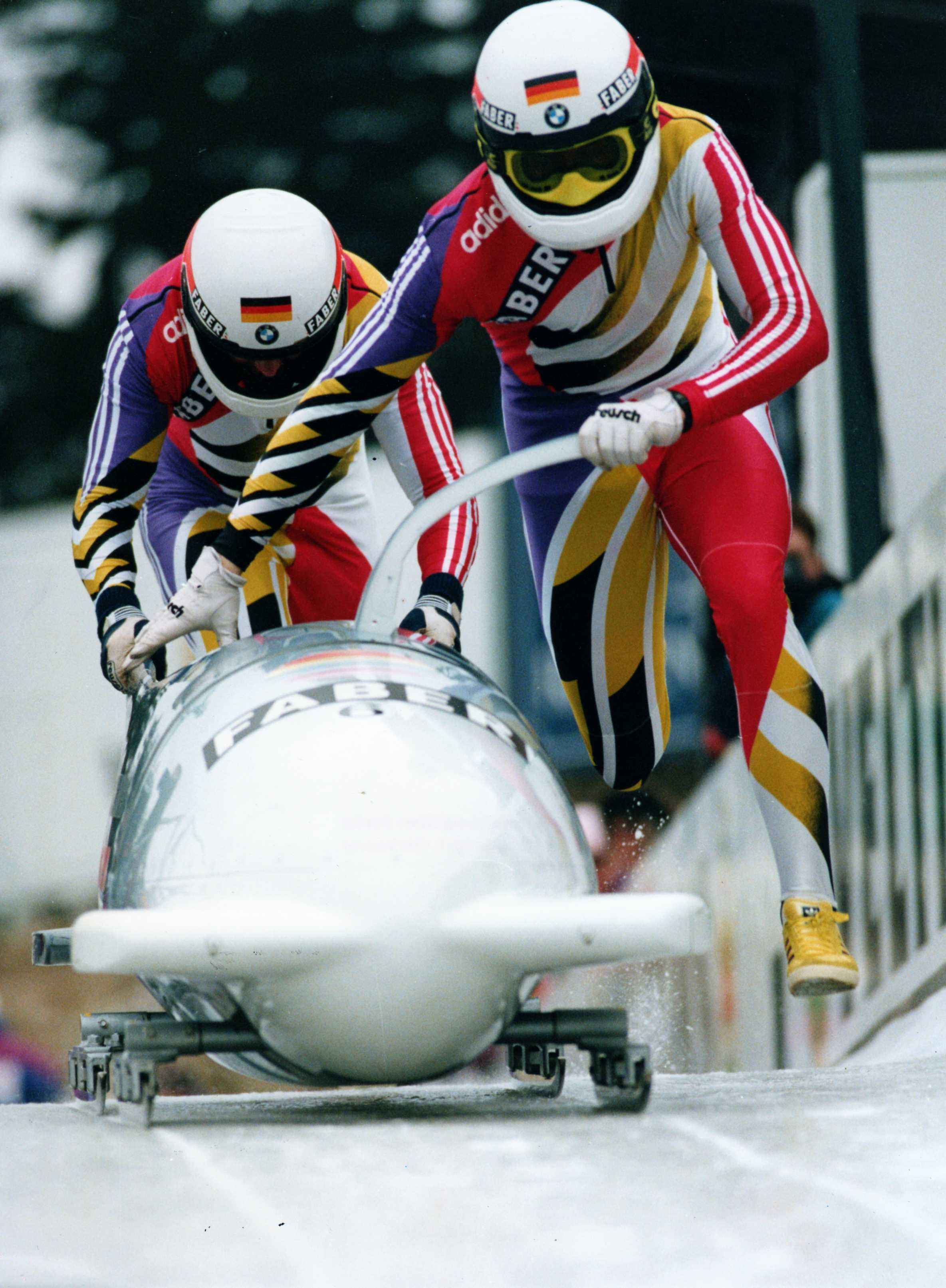
Equipaggio tedesco alla partenza della gara di bob a due

## Risultati

### Bob a due uomini
| Pos. | Atleti                          | Nazione  |
| ---- | ------------------------------- | -------- |
|      | Gustav Weder Donat Acklin       | Svizzera |
|      | Celeste Poltera Marco Battaglia | Svizzera |
|      | Sepp Dostthaler Mike Sehr       | Germania |

### Bob a quattro
| Pos. | Atleti                                                        | Nazione  |
| ---- | ------------------------------------------------------------- | -------- |
|      | Gustav Weder Donat Acklin Kurt Meier Domenico Semeraro        | Svizzera |
|      | Dirk Wiese Christoph Bartsch Oliver Rogge Wolfgang Haupt      | Germania |
|      | Hubert Schösser Gerhard Redl Harald Winkler Gerhard Haidacher | Austria  |

## Medagliere
| Pos.   | Paese    | Oro | Argento | Bronzo | Totale |
| ------ | -------- | --- | ------- | ------ | ------ |
| 1      | Svizzera | 2   | 1       | 0      | 3      |
| 2      | Germania | 0   | 1       | 1      | 2      |
| 3      | Austria  | 0   | 0       | 1      | 1      |
| Totale | Totale   | 2   | 2       | 2      | 6      |